# Illice dives
Illice dives är en fjärilsart som beskrevs av William Schaus 1896. Illice dives ingår i släktet Illice och familjen björnspinnare. Inga underarter finns listade i Catalogue of Life.